# Sphaerodactylus darlingtoni
Sphaerodactylus darlingtoni — вид геконоподібних ящірок родини Sphaerodactylidae. Ендемік Домініканської Республіки. Вид названий на честь американського ентомолога Філіпа Джексона Дарлінгтона-молодшого.

## Підвиди
Виділяють чотири підвиди:
- Sphaerodactylus darlingtoni darlingtoni Shreve, 1968 — західна частина Північного хребта[en];
- Sphaerodactylus darlingtoni noblei (Shreve, 1968) — північний схід Домініканської Республіки (на південний схід до провінцій Ато-Майор і Ла-Романа);
- Sphaerodactylus darlingtoni bobilini Thomas & Schwartz, 1983 — гірський масив Сьєрра-Мартін-Гарсіа[es];
- Sphaerodactylus darlingtoni mekistus Thomas & Schwartz, 1983 — гори Сьєрра-де-Неїба[de].

## Поширення і екологія
Sphaerodactylus darlingtoni живуть в сухих і вологих тропічних лісах, в заростях серед скель моготе, на плантаціях і в садах. Зустрічаються на висоті до 1300 м над рівнем моря. Відкладають яйця.

## Збереження
МСОП класифікує стан збереження цього виду як близький до загрозливого. Sphaerodactylus darlingtoni загрожує знищення природного середовища. 